# Michèle Agrapart-Delmas
 (juin 2019).
Pour les articles homonymes, voir Delmas.
Ne pas confondre avec l'exploitant Agrapart & Fils (en).
Michèle Agrapart-Delmas (née le 31 mars 1945 à Montpellier) est une criminologue française.

## Biographie

### Famille
Michèle Agrapart-Delmas est fille et petite fille de résistants lyonnais. 
Elle est mariée avec Christian Agrapart, neuropsychiatre pratiquant la chromathérapie.

### Formation
Elle est diplômée de l'Institut de psychologie de Lyon et de l'Institut de criminologie de Paris, en 1986, à l'Université Panthéon-Assas, où elle enseigne par la suite, elle est expert judiciaire auprès de la Cour de cassation et de la Cour d'appel de Paris, depuis 1990, expert européen agréé et auditeur de l'Institut des hautes études de la sécurité intérieure.

### Carrière
Membre de l'Association française de criminologie, de la Société internationale de criminologie, de la Commission de surveillance des maisons d’arrêts des Centres pénitentiaires et de l'Association française de psychiatrie et psychologie légale, elle est psychologue clinicienne à Melun depuis 1981 et psychologue criminelle agréée depuis 2006.
Elle a établi plus de 3000 expertises judiciaires dont les affaires Cécile Bloch, Jean-Pierre Treiber, etc.
Elle intervient sur RTL,,,, et comme conseillère de la série Profilage.

## Ouvrages
- La Chromatothérapie et ses applications, avec Christian Agrapart et Georges Spido, Interligne, 1988
- Guide thérapeutique des couleurs : manuel pratique de chromatothérapie, médecine énergétique : principes, technique et indications, avec Christian Agrapart, Ed. Dangles, 1989
- De l'expertise criminelle au profilage, Favre, 2001
- Violence : de la psychologie à la politique, Emile Bruylant, 2007
- Les anges, avec Humberto Barcena, Éd. du Polar, 2007
- Femmes fatales, Max Milo, 2009

## Prix
- Prix littéraire de la Gendarmerie nationale.

## Récompenses
- : Chevalier de la Légion d'honneur[9].
- : Chevalier de l'Ordre du Mérite